# Kunst Museum Winterthur – Beim Stadthaus

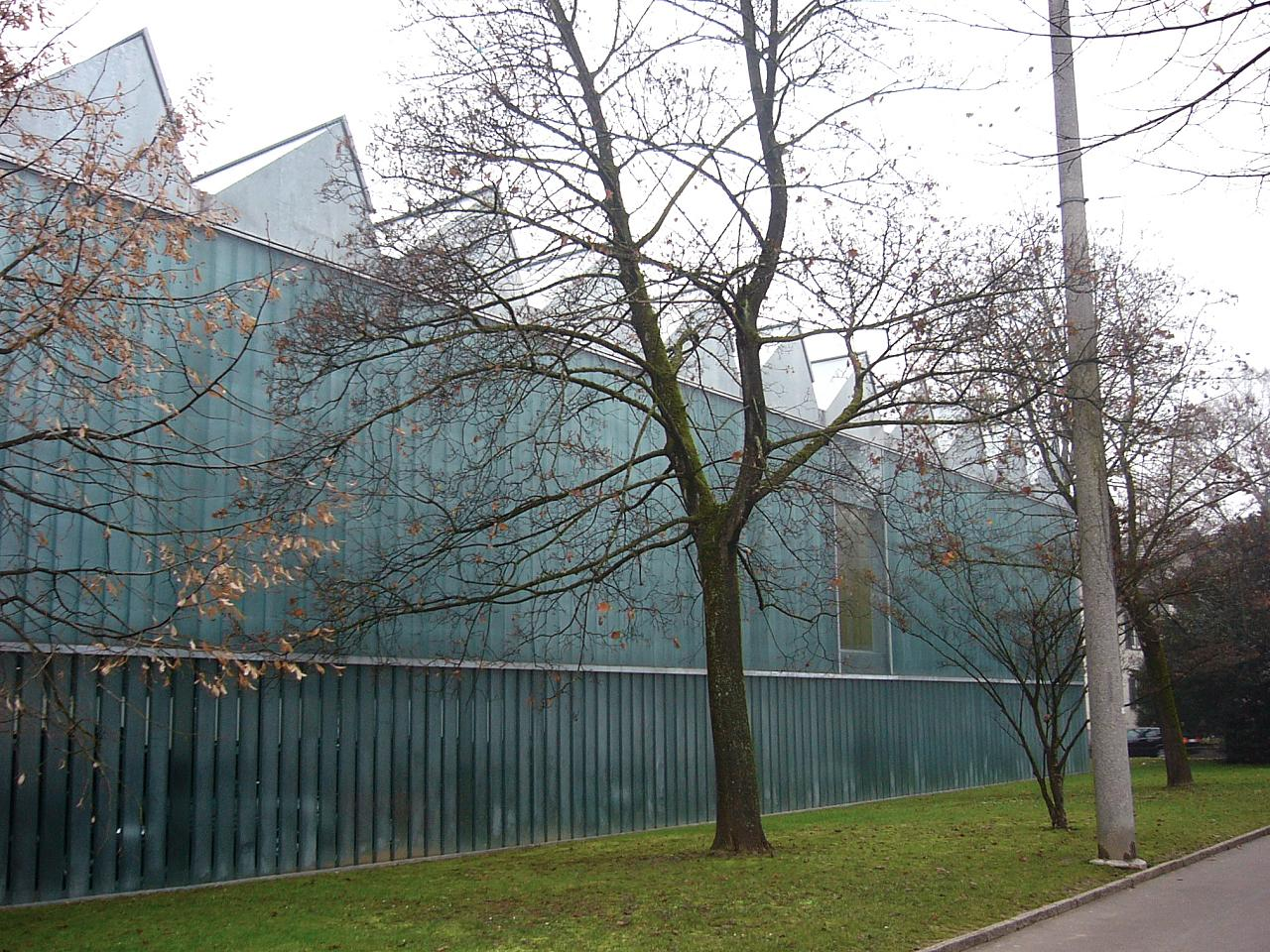
Gigon/Guyers utbyggnad, en stålkonstruktion med glaspanel, från 1995.

Kunst Museum Winterthur – Beim Stadthaus är ett konstmuseum i Winterthur i kantonen Zürich i Schweiz. Det öppnades 1916 som Kunstmuseum Winterthur och bytte 2017 namn till det nuvarande efter en sammanslagning med två andra konstmuseer: Kunst Museum Winterthur – Reinhart am Stadtgarten och Villa Flora. De tre konstmuseerna drivs av Kunstverein Winterthur som grundades 1848 och idag i huvudsak finansieras av kommunen och kantonen.
Museets samling har sitt ursprung i privata donationer. Dessa går tillbaka till början av 1900-talet och avslöjar samlarnas preferenser för fransk konst från 1800- och 1900-talet. Samlingen är Schweiz fjärde största efter Kunstmuseum Basel, Kunsthaus Zürich och Kunstmuseum Bern. 
Museibyggnaden ligger i Altstadt (Gamla stan) på Museumstrasse, mittemot Stadshuset. Den uppfördes 1913–1915 efter ritningar av de schweiziska arkitekterna Robert Rittmeyer(de) och Walter Furrer(de). Från början inrymdes flera olika verksamheter i byggnaden såsom myntkabinett och bibliotek; idag återstår bara Naturmuseum Winterthur(de) förutom konstmuseet. En utbyggnad utfördes av den schweiziska arkitektbyrån Gigon/Guyer(en).